# حسین عربلینسکی
حسین عربلینسکی (ترکی آذربایجانی: Hüseyn Ərəblinski؛ ۱۸۸۱–۱۷ مارس ۱۹۱۹) هنرپیشه اهل کشور اتحاد جماهیر سوسیالیستی شوروی (جمهوری آذربایجان کنونی) بود. وی کارگردانی تئاتر را از سال ۱۹۰۷ آغاز کرد. این هنرمند در سال ۱۹۱۹ توسط یکی از خویشاوندانش کشته شد.